# Johan Norman Hansen
Johan Norman Hansen (* 27. Dezember 1890 in Kopenhagen; † unbekannt) war ein dänischer Radrennfahrer und nationaler Meister im Radsport.

## Sportliche Laufbahn
Hansen war im Bahnradsport aktiv. Sein bedeutendster sportlicher Erfolg war der Gewinn der Bronzemedaille im Sprint bei den Bahnradsport-Weltmeisterschaften der Amateure 1921.
1919 gewann er den nationalen Titel im dänischen 1-Meilen-Rennen. 1920 wurde er Zweiter im Grand Prix Kopenhagen im Sprint hinter seinem Landsmann Henry Brask Andersen. 1911, 1919 und 1921 wurde er jeweils Dritter im Grand Prix Kopenhagen.